# NGC 52

NGC 52
(PGC 978) هي مجرة حلزونية تقع في كوكبة الفرس الأعظم، وقد تم اكتشافها في 18 سبتمبر عام 1784 من قبل ويليام هيرشيل، حيث وصفها أنها «ضعيفة جدا، صغيرة وواسعة»

## الخصائص الفيزيائية
تقارب المجرة حوالي 150.000 سنة ضوئية، وهذا يجعلها تقارن بنحو 1.5 أضعاف من درب التبانة. كما تتوفر المجرة أيضا على مجرة إهليلجية تُدعى فهرس المجرات الرئيسية 1563523 وتعرف اختصارا ب PGC 1563523.